# Hérodiade (opéra)
Pour les articles homonymes, voir Hérodiade.
Versions successives
Personnages
- Salomé (soprano)
- Hérodiade (mezzo-soprano)
- Jean (ténor)
- Hérode (baryton)

Airs
- Air « Il est doux, il est bon »  - Salomé (acte I)
- Duo « Calmez donc vos fureurs »  - Salomé, Jean (acte I)
- Air « Vision fugitive » - Hérode (acte II, 1er tableau)
- Air « Adieu donc, vains objets » - Jean (acte IV, 1er tableau)

Hérodiade est un opéra de Jules Massenet, sur un livret de Paul Milliet et d'Henri Grémont (pseudonyme de l'éditeur Georges Hartmann). Inspirée de Hérodias, l'un des Trois Contes de Gustave Flaubert, l'œuvre est créée le 19 décembre 1881 au théâtre de la Monnaie à Bruxelles dans une version en trois actes et cinq tableaux, puis dans une version italienne (toujours en trois actes et cinq tableaux), sous le titre d'Erodiade, le 23 février 1882 à la Scala de Milan. C'est seulement pour la première Parisienne au Théâtre-Italien, que Massenet a réorganisé sa partition dans une version en quatre actes et sept tableaux, qui, dans une traduction française, est désormais devenue la version standard du répertoire.

## Argument
L'action se passe à Jérusalem au début du Ier siècle et retrace la mort de Jean le Baptiste, « victime de la vengeance d'Hérodiade ».

### ActeI
Une grande cour à l'intérieur du palais d'Hérode à Jérusalem. Dans le lointain, la mer Morte entourée des collines de la Judée.
Marchands et esclaves viennent apporter des dons de ses villes au tétrarque mais les Pharisiens et les Samaritains se disputent jusqu'à ce que Phanuel, un devin d'origine chaldéenne, arrive et leur dise que la révolte contre les Romains approche. Salomé lui raconte ensuite comment elle trouva la paix auprès du Prophète (Jean) lorsqu'elle cherchait à Jérusalem sa mère, qui l'avait abandonnée (air : « Il est doux, il est bon »). Après le départ de Salomé et la Promenade des danseuses du Palais, Hérode la recherche parmi les danseuses, séduit par son charme et amoureux d’elle. Hérodiade vient lui réclamer la tête de Jean parce que ce dernier l’a outragée dans le désert. Pour obtenir vengeance, elle lui rappelle qu’elle a quitté son pays et sa fille pour le suivre et qu’il est sa seule famille. Hérode le lui refuse, sachant que Jean est tant aimé des Juifs et vénéré par tous. Tandis qu’Hérodiade se promet de se venger du prédicateur, ce dernier vient la menacer jusque dans le jardin, et Hérode et elle se réfugient dans leur palais. Salomé vient déclarer son amour à Jean, qui lui demande de le laisser, puis, sur l'insistance de la jeune fille, de l’aimer comme on aime en songe, de transfigurer son amour en amour mystique (duo : « Calmez donc vos fureurs »).

### ActeII

#### 1ertableau
La chambre d'Hérode

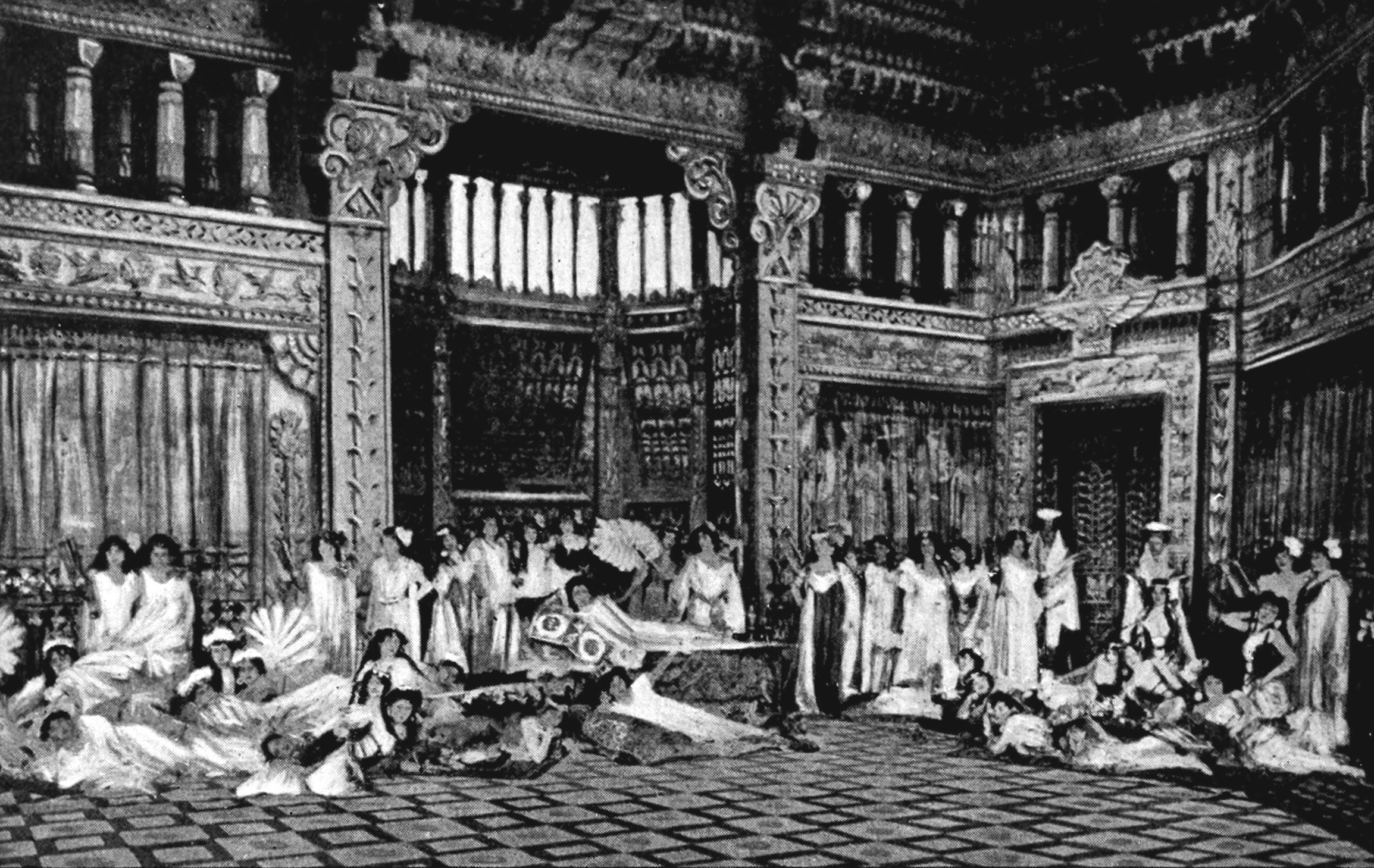
Représentation de 1917 ; La chambre d'Hérode.

Les esclaves encouragent Hérode à faire sa sieste sur son lit d'ivoire, mais le sommeil le fuit parce qu'il songe à Salomé et leur demande de danser pour la lui rappeler. Après la Danse babylonienne, une Babylonienne l'invite à boire un philtre amoureux pour retrouver l'image de l'être cher, et Hérode clame qu'il donnerait son âme sans remords pour enlacer son amour, Salomé (air : « Vision fugitive »). Il boit le philtre et s'effondre sur son lit. Phanuel arrive et Hérode se réveille. Le premier lui dit que la misère s'accroît et que le peuple réclame le Messie. Hérode veut d'abord que le devin le guérisse de son amour mais le Chaldéen lui répond que c'est du délire, car un climat de révolte règne ; que le peuple tremble devant Hérode, mais acclame Jean. Hérode entend vaincre les prophètes, une fois les Romains chassés.

#### 2etableau

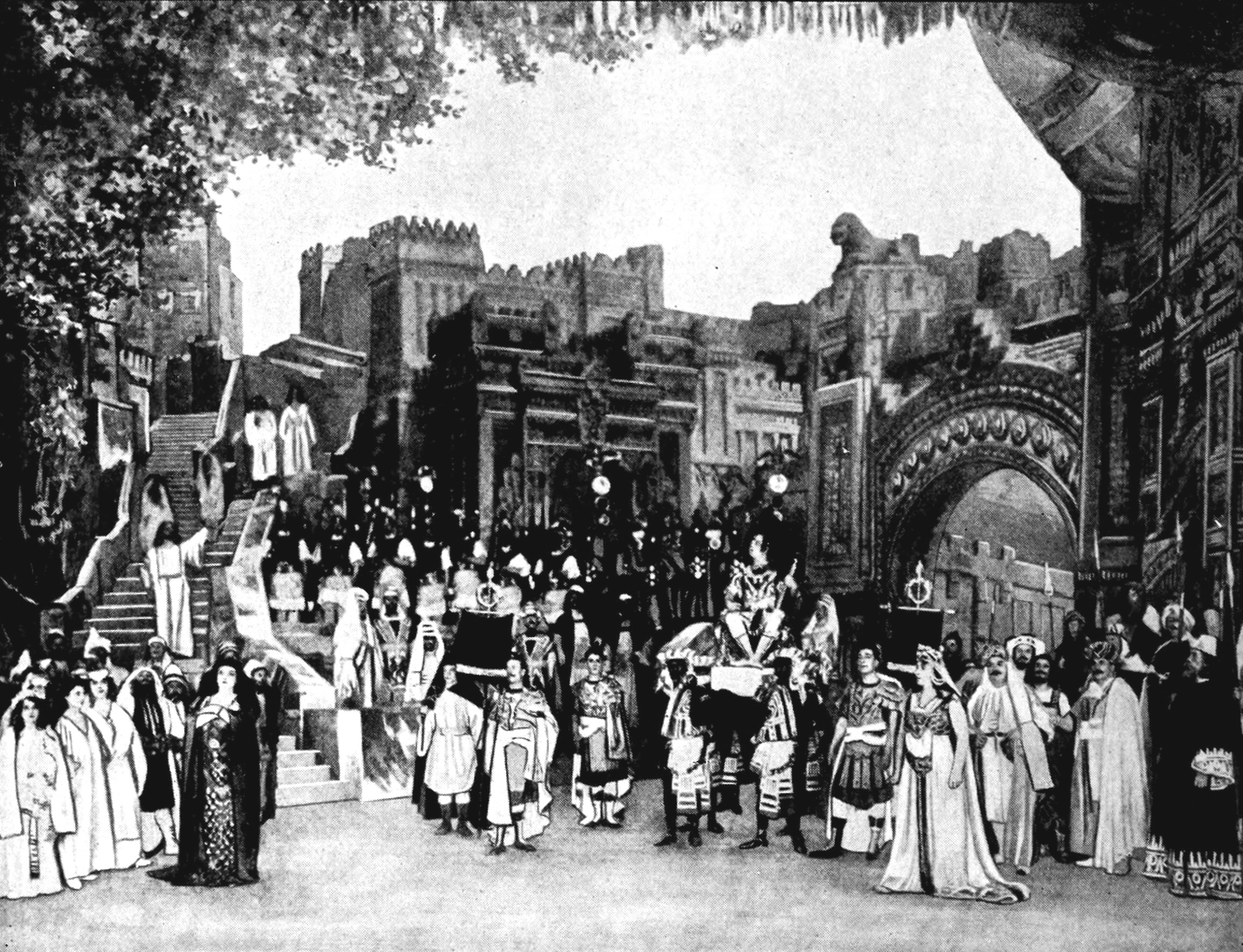
Représentation de 1917 : La place de Jérusalem.

La place de Jérusalem (le Xyste). À droite, l'entrée principale du palais d'Hérode avec un vaste escalier. À gauche, une suite de terrasses aboutissant à la Porte dorée. Dans le lointain, la vue de la ville, l'aspect du temple de Salomon sur le mont Moriah.
Après avoir été acclamé par le peuple, qui le considère comme un libérateur, fort de l'appui matériel d'alliés, Hérode incite le peuple à combattre les Romains pour se libérer de leur joug. Hérodiade vient annoncer l'arrivée du proconsul Vitellius, dont on entend les fanfares se rapprocher, et le peuple se croit perdu. Hérodiade dit à Hérode de ne plus trembler, car elle saura tromper les Romains. Après être descendu de litière, Vitellius se demande, à cause du trouble qu'il voit, s'il n'aura pas à réprimer un complot. Représentant de César et de la justice, il demande au peuple ce qu'il souhaite, et ce dernier veut qu'on lui rende le temple d'Israël et fasse respecter le grand-prêtre à l'autel. Son vœu exaucé, il acclame le proconsul, l'empereur Tibère et les Romains lorsque Jean et Salomé entrent en scène. Vitellius est surpris de voir le respect et l'amour que l'on porte à Jean. Hérodiade constate qu'Hérode semble connaître Salomé, qui répond à Vitellius que Jean est le prophète du Dieu vivant et qui, ajoute Hérodiade, rêve de puissance.

### ActeIII

#### 1ertableau
La demeure de Phanuel
Phanuel interroge les astres pour savoir si Jean est un homme ou un dieu. Hérodiade vient le consulter. Elle veut savoir à quel astre est lié le sort de la femme qui lui a volé l'amour d'Hérode. Phanuel lui répond que cet astre et celui d'Hérodiade sont comme une âme jumelle et que l'astre d'Hérodiade est couvert de sang : elle en conclut qu'elle obtiendra vengeance. Phanuel voit aussi qu'elle a été mère et lui dit qu'elle va revoir sa fille. Il lui montre Salomé, qui entre dans le temple, mais Hérodiade reconnaît en elle sa rivale plutôt que sa fille, et Phanuel ne reconnaît pas en Hérodiade une mère, mais bien une femme.

#### 2etableau
Le saint temple

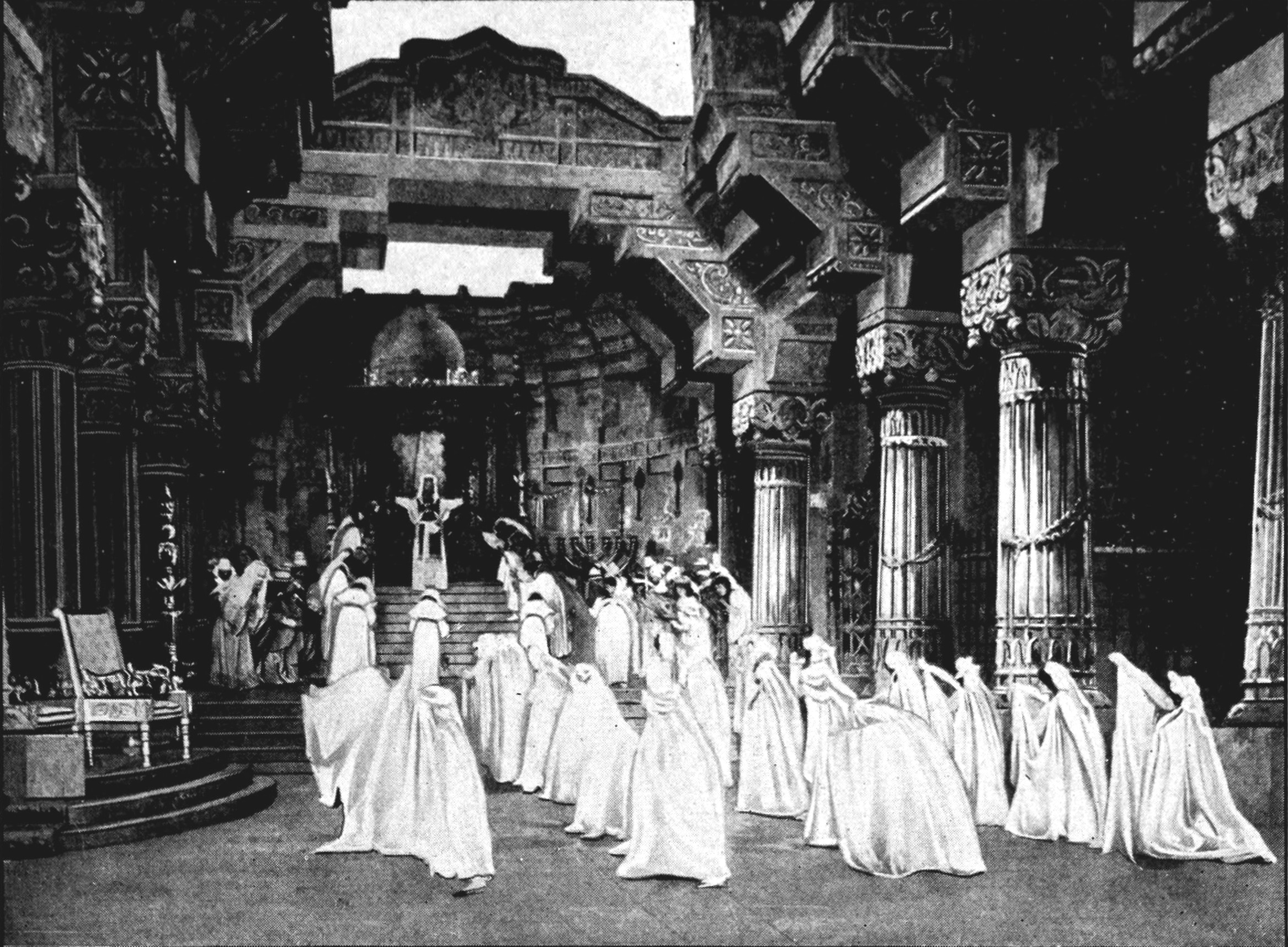
Représentation de 1917 : l'intérieur du temple.

Salomé maudit ceux qui, poursuivant Jean de leur haine, l'ont pris et enchaîné. Elle désire mourir près de lui s'il doit perdre la vie. Hérode se plaint que Tibère est devenu roi de la Judée et que lui-même est resté chef de tribu chez les Galiléens, alors qu'il flattait les Romains pour obtenir ce titre de roi. Il désirer se venger en sauvant Jean pour que les Juifs brisent le joug romain. En voyant Salomé, il lui déclare son amour. Quand elle le repousse et lui dit qu'un autre possède son cœur, il menace de les livrer, elle et son amoureux, au bourreau. Après une marche sainte, une scène religieuse et une danse sacrée, les princes des prêtres demandent à Vitellius de condamner Jean, qui prêche la discorde et se dit roi des Juifs. Vitellius dit à Hérode que c'est à lui de le juger, Jean étant Galiléen. Les gardes du temple amènent Jean pour un interrogatoire. Il répond que son but est la liberté. Tous y voient une insulte à César et demandent qu'on envoie Jean à la torture et à la mort. Hérode répond qu'il ne peut le condamner parce que Jean est fou. Il s'approche de lui pour savoir s'il est prêt à servir ses projets et sa haine. Jean lui répond que Dieu ne s'abaisse pas aux complots des rois. Hérode décide quand même de laisser la vie à Jean, alors qu'Hérodiade demande qu'on crucifie ce faux Messie. Comme Salomé se précipite pour partager le sort de Jean, Hérode apprend qui est l'homme qu'elle aime et les condamne tous deux à mort. Jean prophétise que les palais et temples romains seront bientôt détruits.

### ActeIV

#### 1ertableau
Le souterrain
Jean se repose sur Dieu et dit adieu aux vains objets terrestres (air : « Ne pouvant réprimer… Adieu donc, vains objets »). Il se réjouit de mourir pour la justice et la liberté, mais, au souvenir de Salomé, demande à Dieu pourquoi ce dernier souffre que l'amour vienne ébranler la foi de son prophète et suggère que Dieu serait coupable si l'amour l'emportait chez son prophète. Salomé fait connaître sa présence, et Jean lui avoue qu'il l'aime. En entendant le peuple réclamer sa mort, Jean dit à Salomé de partir, mais elle désire mourir près de lui. Le grand-prêtre vient chercher Jean, condamné au supplice par Hérodiade, mais annonce qu'Hérode appelle Salomé au palais plutôt qu'au supplice en raison de sa jeunesse.

#### 2etableau
La grande salle du palais
Les Romains célèbrent leur conquête et la grandeur de Rome. Après l'arrivée d'Hérode, d'Hérodiade et de Vitellius, suit le ballet. Égyptiennes, Babyloniennes, Gauloises et Phéniciennes se succèdent. Salomé demande grâce pour Jean à Hérodiade. Elle explique qu'il l'a recueillie et consolée lorsque sa mère l'abandonna. Hérodiade est sur le point de pardonner à Jean parce qu'elle reconnaît sa fille lorsque celle-ci, pour être prise en pitié, déclare que sa mère l'a abandonnée pour un hymen infâme. Ainsi maudite, Hérodiade décide de ne pas intervenir, et le bourreau arrive, tenant un glaive ensanglanté. Salomé tire un poignard de sa ceinture et veut s'en prendre à Hérodiade, qui lui révèle qu'elle est sa mère. Salomé, qui la juge une mère exécrable, lui dit de reprendre son sang et se tue.

## Rôles et créateurs
| Rôles | Tessiture          | Création, Théâtre de la Monnaie (19 décembre 1881) | Reprise, Théâtre-Italien (1er février 1884) En italien | Reprise, Théâtre de la Gaîté (2 octobre 1903) En français | Reprise, Opéra de Paris (24 décembre 1921) |
| --- | ------------------ | -------------------------------------------------- | ------------------------------------------------------ | --------------------------------------------------------- | ------------------------------------------ |
| Salomé | soprano            | Marthe Duvivier                                    | Mlle Fidès Devriès                                     | Emma Calvé                                                | Fanny Heldy                                |
| Hérodiade, | mezzo-soprano      | Blanche Deschamps                                  | Mlle Tremelli                                          | Lina Pacary                                               | Lyse Charny                                |
| Jean | ténor              | Vergnet                                            | Jean de Reszké                                         | Jérôme                                                    | Paul Franz                                 |
| Hérode, tétrarque | baryton            | Manoury                                            | Victor Maurel                                          | Renaud                                                    | Édouard Rouard                             |
| Phanuel, devin chaldéen | basse              | Gresse                                             | Édouard de Reszké                                      | Fournets                                                  | Journet                                    |
| Vitellius, proconsul de Rome | baryton            | Fontaine                                           | Villani                                                | Weber                                                     | Carbelly                                   |
| Le grand-prêtre | baryton            | Boutens                                            | Paroli                                                 | —                                                         | Mahieux                                    |
| Une jeune Babylonienne | soprano            | Lonati                                             | Hallary                                                | —                                                         | —                                          |
| Une voix dans le temple | ténor              | Mansuède                                           | Mignoni                                                | —                                                         | Soria                                      |
| Marchands, jeunes esclaves, soldats juifs et romains, prêtres, lévites, serviteurs du temple, marins, Pharisiens, scribes, Galiléens, Samaritains, Sadducéens, Éthiopiens, Nubiens, Arabes (chœur) |                    |                                                    |                                                        |                                                           |                                            |
| Direction musicale | Direction musicale | Joseph Dupont                                      | Gialdini                                               | Alexandre Luigini                                         | Philippe Gaubert                           |

## Historique de l'œuvre
C'est lors de son séjour en Italie pour l'adaptation du Roi de Lahore en 1877, que naît entre Massenet et l'éditeur Ricordi l'idée d'Hérodiade, qui doit être créée simultanément en français à l'Opéra de Paris et en italien à la Scala de Milan. Angelo Zanardini, traducteur du Roi de Lahore, soumet en janvier 1878 un scénario mais Massenet, qui souhaite composer sur un livret en français, en confie la rédaction à Paul Milliet, secondé par l'éditeur français de Massenet, Georges Hartmann (sous le pseudonyme d'Henri Grémont). La partition est achevée le 27 décembre 1879, son orchestration en septembre 1880. La collaboration avec ses librettistes est telle que Massenet se lance dans l'ébauche d'un nouvel opéra, Werther, qui ne sera pourtant achevé que 7 ans plus tard et créé en 1892.
Refusée par Vaucorbeil, directeur de l'Opéra, qui juge le livret trop polémique et mal conçu, l’œuvre est créée au théâtre de la Monnaie à Bruxelles, dont les directeurs, Stoumon et Calabrési, s'étaient montrés intéressés dès l'origine du projet. La première a lieu le 19 décembre 1881 sous forme d'un opéra en trois actes et cinq tableaux. 

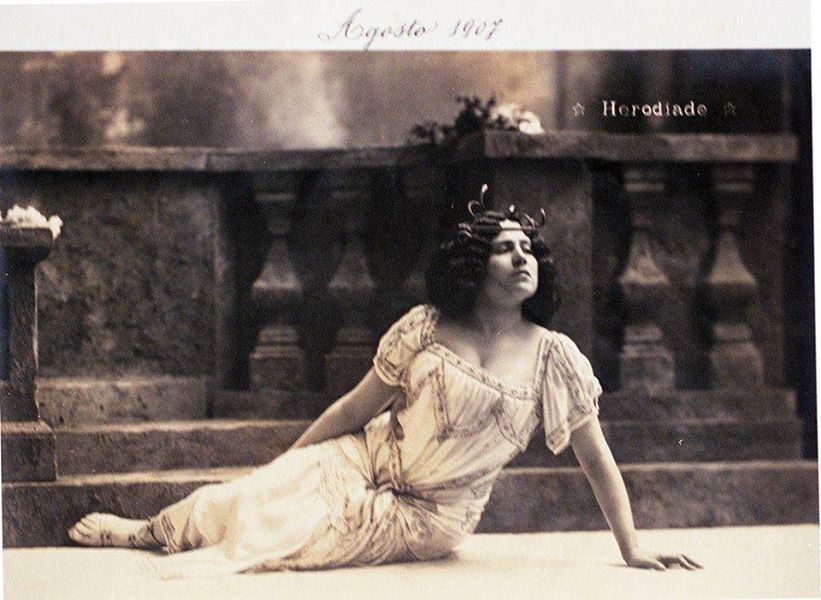
Maria Farneti dans Hérodiade en août 1907.

La création en italien a lieu le 23 février 1882 à la Scala sous le titre Erodiade, livret d'Angelo Zanardini, dans une mise en scène de Massenet, qui a ajouté les premiers tableaux des actes II et III. Cette seconde version française est représentée pour la première fois à Nantes le 29 mars 1883, année où l'œuvre est montée en allemand à Hambourg, mais c'est dans sa version italienne que l'opéra est représenté à Paris sous sa forme définitive, en quatre actes et sept tableaux, le 1er février 1884 au Théâtre-Italien, dirigé par Victor Maurel, qui chante aussi le rôle d'Hérode. Liège monte l'œuvre en 1899, et Monaco, en février 1903.
Il faut attendre le 2 octobre 1903 pour entendre à Paris la version française originale au Théâtre de la Gaîté-Montparnasse (mise en scène d'Amable), où fut aussi donné la 100e le 1er octobre 1912. L'œuvre ne rentre au répertoire de l'Opéra de Paris que le 24 décembre 1921, sous la direction de Jacques Rouché dans une mise en scène d'Emile Merle-Forest. En 1904, le Covent Garden la donne en français sous le titre Salomé après qu'elle eut subi de nombreuses modifications à cause de la censure,. Le public du Metropolitan Opera de New York l'entend aussi en français en 1909. Georges Thill et José de Trévi chantent le rôle de Jean en 1925 et en 1931 respectivement.
En 2022, Daniele Rustioni à la tête de l'orchestre de l'opéra de Lyon propose une version concertante à Lyon puis à Paris au Théâtre des Champs-Elysées, réunissant Ekaterina Semenchuk, Nicole Car, Etienne Dupuis, Jean-François Borras et Nicolas Courjal

## Analyse

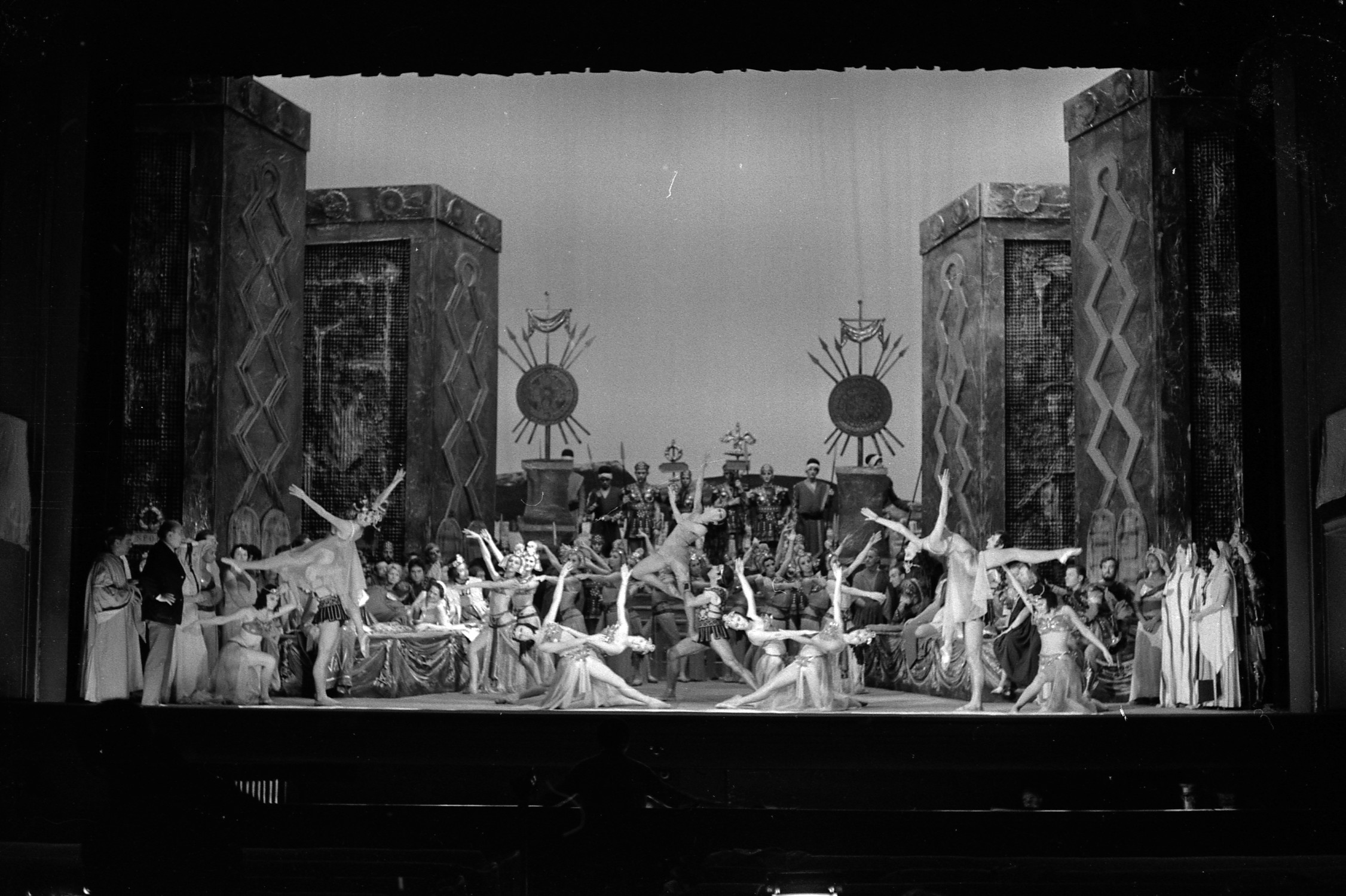
L'une des danses de la représentation de 1970 au théâtre du Capitole de Toulouse.

Prévu pour des établissements possédant un corps de ballet, l'opéra contient, conformément aux règles qui régissent le Grand Opera, de nombreuses danses : La Promenade des esclaves (acte I), Danse babylonienne (acte II), Danse sacrée (acte III) ainsi qu'un ballet complet à l'acte IV (I. Égyptiennes, II. Babyloniennes, III. Gauloises, IV. Phéniciennes, V. Final).

## Autour de l’œuvre
Le conte de Gustave Flaubert paru en 1877 qui a servi de trame au livret de Paul Milliet est également celui qui a inspiré la tragédie Salomé d'Oscar Wilde et l'opéra homonyme qu'en ont tiré Richard Strauss et Hedwig Lachmann.

## Discographie
- Cheryl Studer (Salomé), Nadine Denize (Hérodiade), Ben Heppner (Jean), Thomas Hampson (Hérode), José van Dam (Phanuel), chœur et orchestre du Capitole de Toulouse, Michel Plasson (dir.) – EMI, 1995.
- Renée Fleming (Salomé), Dolora Zajick (Hérodiade), Plácido Domingo (Jean), Juan Pons (Hérode), Kenneth Cox (Phanuel), chœur et orchestre du San Francisco Opera, Valery Gergiev (dir.) – Sony Classical, 1995.
- Régine Crespin (Salomé), Rita Gorr (Herodiade), Albert Lance, Michel Dens, Jacques Mars, orchestre du théâtre nationale de l'Opéra de Paris sous la direction de Georges Prêtre, EMI, 1963
- Andrea Guiot, Mimi Aarden, Guy Fouché, Charles Cambon, Albert Wolf, Edition Malibran, 1957
- Monserrat Caballé, José Carreras, Live performance 1984
- Muriel de Channes, Nadine de Nize, Jean Bracci, Ernest Blanc, orchestre lyrique de Radio France Opera Viva
- Placido Domingo (Jean) Juan Pons (Hérode) Agnès Baltsa (Hérodiade) Nancy Gustafson (Salomé) Ferruccio Furlanetto (Phanuel), Chœurs et Orchestre du Staatsoper de Vienne, direction Marcello Viotti - 1995